# یوکوسوکا ایی۱وای
یوکوسوکا ایی۱وای (به انگلیسی: Yokosuka_E1Y) یک هواگرد ملخ‌پیشین تک‌موتوره از نوع عملیات شناسایی هواپیمای آب‌نشین دارای ارابه فرود ساخت شرکت Yokosuka است. هواگرد یوکوسوکا ایی۱وای نخستین پروازش را در ۱۹۲۳ میلادی انجام داد. این هواگرد در سال ۱۹۲۶ میلادی رسماً معرفی گردید. در مجموع، تعداد ۳۲۰ فروند از این هواگرد ساخته شده‌است.